# Sursis de peine avec probation
Pour un article plus général, voir Sursis de peine.
En droit pénal canadien, le sursis de peine avec probation (parfois appelé sursis de sentence, ou plus familièrement sentence suspendue ) est un type de peine qui consiste à mettre un délinquant sous probation lorsqu'il en est à sa première infraction pas trop sérieuse et de mettre la peine en suspens, laquelle sera réactivée si le délinquant commet d'autres infractions par la suite.

## Disposition pertinente
La disposition pertinente est à l'article 731 (1) a) C.cr.. 

« Prononcé de l’ordonnance de probation
731 (1) Lorsqu’une personne est déclarée coupable d’une infraction, le tribunal peut, vu l’âge et la réputation du délinquant, la nature de l’infraction et les circonstances dans lesquelles elle a été commise :
a) dans le cas d’une infraction autre qu’une infraction pour laquelle une peine minimale est prévue par la loi, surseoir au prononcé de la peine et ordonner que le délinquant soit libéré selon les conditions prévues dans une ordonnance de probation; »

Donc si le délinquant ne recommet pas d'autres infractions, c'est comme s'il n'avait pas reçu de peine. Par contre, s'il recommet d'autres infractions, le juge va venir lui imposer la peine qu'il aurait imposée il y a un an, deux ans ou trois ans quand il a reçu le sursis de peine avec probation. Pour qu'il y ait application du sursis de peine avec probation, il ne doit pas y avoir de peine minimale rattachée à l'infraction. 
On ne doit pas confondre le sursis de peine avec probation avec l'emprisonnement avec sursis, qui est une peine de prison dans la collectivité, rarement appliquée car il faut un emprisonnement de moins de deux ans et plusieurs autres critères restrictifs pour qu'un juge puisse le prononcer.